# ميخائيل لونغ (لاعب غولف)
ميخائيل لونغ (بالإنجليزية: Michael Long)‏ هو لاعب غولف نيوزيلندي، ولد في 27 أغسطس 1968 في Cromwell, New Zealand ‏ في نيوزيلندا.

## وصلات خارجية
- الموقع الرسمي
- ميخائيل لونغ على موقع رابطة لاعبي الغولف المحترفين (الإنجليزية)
- ميخائيل لونغ على موقع رابطة أوروبا للاعبي الغولف المحترفين (الإنجليزية)
- ميخائيل لونغ على موقع التصنيف العالمي الرسمي للغولف (الإنجليزية)